# جوزيف هارولد مور
جوزيف هارولد مور (بالإنجليزية: Joseph Harold Moore)‏ هو ضابط أمريكي، ولد في 27 أبريل 1914 في فلورنس في الولايات المتحدة، وتوفي في 27 ديسمبر 2006 في سان أنطونيو في الولايات المتحدة.